# Geraecormobius sylvarum
Geraecormobius sylvarum is een hooiwagen uit de familie Gonyleptidae.